# Lowland Football League
La Lowland Football League è uno dei due massimi campionati semiprofessionistici di calcio in Scozia, quello che copre la parte meridionale del paese.

## La lega
La lega fu fondata nel 2013, quando il calcio scozzese fu ristrutturato per interconnettere le squadre professionistiche con quelle semiprofessionistiche.
La lega è un membro della Scottish Football Association ed è interconnessa, a partire dalla stagione 2014-2015 con la sovrastante Scottish Professional Football League mediante un test-match fra il proprio campione e quello della Highland Football League, cui segue un'altra sfida con l'ultima classificata della Scottish League Two. Sedici sono le squadre titolari della lega, a cui si aggiungono automaticamente le Riserve del Celtic e dei Rangers.
Il campionato è composto da 18 squadre che si sfidano in andata e ritorno. La lega è stata creata dalla Federcalcio scozzese e pertanto è stata da subito interconnessa verso il basso con la East of Scotland Football League, la South of Scotland Football League e la West of Scotland Football League (dal 2020, anno in cui è stata istituita quest'ultima) con modalità analoghe a quelle che la legano alla SPFL.

## Partecipanti stagione 2024-2025
- Albion Rovers
- Berwick Rangers
- Bo'ness Utd
- Broomhill
- Broxburn Athletic
- Caledonian Braves
- Celtic B
- Civil Service Strollers
- Cowdenbeath
- Cumbernauld Colts
- East Kilbride
- East Stirlingshire
- Gala Fairydean
- Gretna 2008
- Hearts B
- Linlithgow Rose
- Stirling University
- Tranent Juniors

## Albo d'oro
- 2013/2014 -  Spartans
- 2014/2015 -  Edinburgh
- 2015/2016 -  Edinburgh
- 2016/2017 -  East Kilbride
- 2017/2018 -  Spartans
- 2018/2019 -  East Kilbride
- 2019/2020 -  Kelty Hearts
- 2020/2021 -  Kelty Hearts
- 2021/2022 -  Bonnyrigg Rose
- 2022/2023 -  Spartans
- 2023/2024 -  East Kilbride
- 2024/2025 -  East Kilbride

In grassetto le squadre promosse al termine degli spareggi promozione.

## Collegamenti
- Serie D
- National League (campionato inglese)